# Wu Jiahui
Wu Jiahui (15 de noviembre de 1992) es una deportista china que compite en vela en la clase RS:X. Ganó una medalla de plata en el Campeonato Mundial de RS:X de 2017.

## Palmarés internacional
| \| Campeonato Mundial \| Campeonato Mundial \| Campeonato Mundial \| Campeonato Mundial \| \| Año \| Lugar \| Medalla \| Clase \| \| ------------------ \| ------------------ \| ------------------ \| ------------------ \| \| 2017 \| Enoshima (Japón) \| Medalla de plata \| RS:X \| |                  |                  |       |
| Campeonato Mundial |                  |                  |       |
| Año | Lugar            | Medalla          | Clase |
| 2017 | Enoshima (Japón) | Medalla de plata | RS:X  |